# F.C. Union Pro Mogliano-Preganziol A.S.D.
FC Union Pro Mogliano-Preganziol ASD, thường được gọi là Union Pro, là một câu lạc bộ bóng đá Ý có trụ sở tại Mogliano Veneto và Preganziol, Veneto.

## Lịch sử

### Thành lập
Câu lạc bộ được thành lập vào năm 2012 sau khi sáp nhập ASD Pro Mogliano Calcio (thành lập năm 1928) và ASD Union Preganziol (thành lập năm 1962).

### Serie D
Trong mùa giải 2013-14, đội đã được thăng hạng lần đầu tiên, từ Eccellenza Veneto / B đến Serie D.

## Màu sắc và huy hiệu
Màu sắc của đội là trắng và xanh.